# Jean-Louis Hanin
Pour les articles homonymes, voir Hanin.
Jean-Louis Hanin, né le 3 mars 1781 à Saint-Urbain-Maconcourt et mort le 13 novembre 1844 à Saint-Amour (Jura), est un botaniste, physicien et docteur en médecine français. 
« Jean-Louis Hanin » semble être le pseudonyme de Jean-Louis Demerson[réf. souhaitée].
Son livre le plus connu est Voyage dans l'empire de Flore, paru en 1800. Il fut actif jusque vers 1830 sous le nom de Hanin.
Dans son livre Cours de botanique et de physiologie végétale paru en 1811 chez Caille et Ravier, il décrit une famille de plantes sous le nom de Spargania. Cette famille, renommée Sparganiaceae mais dont il reste l'autorité taxinomique, était valide encore dans la Classification APG II de 2003. Elle ne l'est plus dans la Classification APG III de 2009.